# Partido da Independência (Islândia)
O Partido da Independência (em islandês: Sjálfstæðisflokkurinn) é um partido de centro-direita, liberal conservador e eurocético da Islândia, e é um dos maiores partidos no Althing, o parlamento islandês. O presidente do partido é Bjarni Benediktsson e o vice-presidente é Ólöf Nordal.
Nas eleições parlamentares de 2017 o Partido da Independência recebeu 25,2 % dos votos, percentual menor do que a ultima eleição em 2016.
Foi formado em 1929 através da fusão do Partido Conservador e do Partido Liberal. Isso uniu os dois partidos defensores da independência da Islândia, alcançado em 1944. A partir de 1929, o partido ganhou a maior parte dos votos em todas as eleições até à eleição de 2009, na qual teve menos votos que a Aliança Social Democrática. Até Benediktsson assumir a liderança, após a derrota de 2009, todos os líderes do Partido da Independência ocuparam também o cargo de primeiro-ministro.
O Partido da Independencia envolve-se amplamente no pensamento do centro-direita na Islândia. É adepto do liberalismo econômico, e contra o intervencionismo estatal. Tem apoios mais forte entre os pescadores, e as pessoas com alto rendimento e com altas habilitações escolares, sobretudo em Reiquiavique.
É menos conservador social do que suas contrapartes escandinavas. Apoia a adesão islandesa na OTAN. É membro da União Internacional Democrata e da Aliança dos Conservadores e Reformistas Europeus.

## Resultados eleitorais

### Eleições legislativas
| Data    | Líder               | Cl. | Votos  | %            | +/-     | Câmara alta | +/-     | Câmara baixa | +/-     | Status   |
| ------- | ------------------- | --- | ------ | ------------ | ------- | ----------- | ------- | ------------ | ------- | -------- |
| 1931    | Jón Þorláksson      | 1.º | 16 891 | 43,8 / 100,0 |         | 6 / 14      |         | 9 / 28       |         | Oposição |
| 1933    | Jón Þorláksson      | 1.º | 17 131 | 48,0 / 100,0 | 4,2     | 7 / 14      | 1       | 13 / 28      | 4       | Governo  |
| 1934    | Jón Þorláksson      | 1.º | 21 974 | 42,3 / 100,0 | 5,7     | 6 / 16      | 1       | 14 / 33      | 1       | Oposição |
| 1937    | Ólafur Thors        | 1.º | 24 132 | 41,3 / 100,0 | 1,0     | 6 / 16      | Estável | 11 / 33      | 3       | Oposição |
| 07/1942 | Ólafur Thors        | 1.º | 22 975 | 39,5 / 100,0 | 1,8     | 6 / 16      | Estável | 11 / 33      | Estável | Governo  |
| 10/1942 | Ólafur Thors        | 1.º | 23 001 | 38,5 / 100,0 | 1,0     | 7 / 17      | 1       | 13 / 35      | 2       | Oposição |
| 1946    | Ólafur Thors        | 1.º | 26 428 | 39,5 / 100,0 | 1,0     | 7 / 17      | Estável | 13 / 35      | Estável | Governo  |
| 1949    | Ólafur Thors        | 1.º | 28 546 | 39,5 / 100,0 | Estável | 6 / 17      | 1       | 13 / 35      | Estável | Governo  |
| 1953    | Ólafur Thors        | 1.º | 28 738 | 37,1 / 100,0 | 2,4     | 7 / 17      | 1       | 14 / 35      | 1       | Governo  |
| 1956    | Ólafur Thors        | 1.º | 35 027 | 42,4 / 100,0 | 5,3     | 6 / 17      | 1       | 13 / 35      | 1       | Oposição |
| 06/1959 | Ólafur Thors        | 1.º | 36 029 | 42,5 / 100,0 | 0,1     | 7 / 17      | 1       | 13 / 35      | Estável | Oposição |
| 10/1959 | Ólafur Thors        | 1.º | 33 800 | 39,7 / 100,0 | 2,8     | 8 / 20      | 1       | 16 / 40      | 3       | Governo  |
| 1963    | Bjarni Benediktsson | 1.º | 37 021 | 41,4 / 100,0 | 1,7     | 8 / 20      | Estável | 16 / 40      | Estável | Governo  |
| 1967    | Bjarni Benediktsson | 1.º | 36 036 | 37,5 / 100,0 | 3,9     | 8 / 20      | Estável | 15 / 40      | 1       | Governo  |
| 1971    | Jóhann Hafstein     | 1.º | 38 170 | 36,2 / 100,0 | 1,3     | 7 / 20      | 1       | 15 / 40      | Estável | Oposição |
| 1974    | Geir Hallgrímsson   | 1.º | 48 764 | 42,7 / 100,0 | 6,5     | 8 / 20      | 1       | 17 / 40      | 2       | Governo  |
| 1978    | Geir Hallgrímsson   | 1.º | 39 982 | 32,7 / 100,0 | 10,0    | 6 / 20      | 2       | 14 / 40      | 3       | Oposição |
| 1979    | Geir Hallgrímsson   | 1.º | 43 838 | 35,4 / 100,0 | 2,7     | 7 / 20      | 1       | 14 / 40      | Estável | Oposição |
| 1983    | Geir Hallgrímsson   | 1.º | 50 251 | 38,6 / 100,0 | 3,2     | 8 / 20      | 1       | 15 / 40      | 1       | Governo  |
| 1987    | Þorsteinn Pálsson   | 1.º | 41 490 | 27,2 / 100,0 | 11,4    | 6 / 21      | 2       | 12 / 42      | 3       | Governo  |
| Data    | Líder               | Cl. | Votos  | %            | +/-     | Deputados   | +/-     | Status       |         |          |
| 1991    | Davíð Oddsson       | 1.º | 60 836 | 38,6 / 100,0 | 11,4    | 17 / 42     | 5       | Governo      |         |          |
| 1995    | Davíð Oddsson       | 1.º | 61 183 | 37,1 / 100,0 | 1,5     | 25 / 63     | 8       | Governo      |         |          |
| 1999    | Davíð Oddsson       | 1.º | 67 513 | 40,7 / 100,0 | 3,6     | 26 / 63     | 1       | Governo      |         |          |
| 2003    | Davíð Oddsson       | 1.º | 61 701 | 33,7 / 100,0 | 7,0     | 22 / 63     | 4       | Governo      |         |          |
| 2007    | Geir Haarde         | 1.º | 66 754 | 36,6 / 100,0 | 3,9     | 25 / 63     | 3       | Governo      |         |          |
| 2009    | Bjarni Benediktsson | 2.º | 44 371 | 23,7 / 100,0 | 12,9    | 16 / 63     | 9       | Oposição     |         |          |
| 2013    | Bjarni Benediktsson | 1.º | 50 454 | 26,7 / 100,0 | 3,0     | 19 / 63     | 3       | Governo      |         |          |
| 2016    | Bjarni Benediktsson | 1.º | 54 990 | 29,0 / 100,0 | 2,3     | 21 / 63     | 2       | Governo      |         |          |
| 2017    | Bjarni Benediktsson | 1.º | 49 543 | 25,2 / 100   |         | 16 / 63     | Baixa   | Governo      |         |          |